# Diecezja zachodnia Kościoła Adwentystów Dnia Siódmego w RP
Diecezja zachodnia dawniej: Zjednoczenie zachodnie – diecezja Kościoła Adwentystów Dnia Siódmego w RP obejmująca województwa: dolnośląskie, kujawsko-pomorskie, lubuskie, pomorskie, wielkopolskie i zachodniopomorskie oraz powiat elbląski z miastem Elbląg z województwa warmińsko-mazurskiego i powiat wieruszowski z województwa łódzkiego.
Diecezja zachodnia została zorganizowana w roku 1918. Nosiło ono wówczas nazwę Zjednoczenie północne. Po zakończeniu II wojny światowej, w 1946 r. diecezja została zreorganizowana. Obecnie liczy 32 zbory, 13 grup i 14 stacji duszpasterskich w ramach 5 okręgów, obsługiwanych przez 15 duchownych.
Aktualnie siedzibą władz diecezjalnych jest miasto Poznań. Od 2023 zwierzchnikiem diecezji zachodniej jest pastor Tadeusz Niewolnik.

## Władze diecezjalne

### Zarząd diecezji
W skład zarządu – organu wykonawczego diecezji – wchodzą:
- kazn. Jarosław Dzięgielewski – przewodniczący diecezji,
- kazn. Piotr Bylina – sekretarz diecezji,
- kazn. Daniel Stasiak – skarbnik diecezji,

### Rada diecezji
W skład aktualnej rady diecezji wchodzą:  Piotr Byliny, Marian Cała (zbór w Grudziądzu), Sylwester Ciećwierz (zbór w Bydgoszczy), Marek Chełmiński (zbór w Gdyni), Daniel Czepiżek (zbór w Zielonej Górze), Jarosław Dzięgielewski (przewodniczący diecezji), Krzysztof Krasucki (zbór we Wrocławiu), Andrzej Kurpiewski (zbór w Jeleniej Górze), Mariusz Kubień (diaspora), Tomasz Kosowski (senior okręgu kujawskiego), Andrzej Majewski (senior okręgu dolnośląskiego), Dariusz Maślanka (zbór w Szczecinie), Marek Skrzypczak (zbór w Poznaniu), Stanisław Sowa (senior okręgu zachodniopomorskiego), Daniel Stasiak (skarbnik diecezji), Anna Żurkowska (zbór w Gdańsku).

## Duchowni diecezjalni
Diecezja zachodnia zatrudnia 13 duchownych starszych (ordynowanych), 1 duchownego młodszego i 2 duchownych stażystów. Na terenie diecezji pracuje także 8 ewangelistów. Oprócz tego na terenie diecezji usługują duchowni poza etatem diecezjalnym oraz duchowni emeryci, których poniższa lista nie uwzględnia.

### Duchowni starsi (ordynowani)[7]
- kazn. Jacek Igła – senior okręgu pomorskiego,
- kazn. Piotr Hoffmann,
- kazn. Jarosław Dzięgielewski – przewodniczący diecezji,
- kazn. Tomasz Kosowski,
- kazn. Krzysztof Kudzia,
- kazn. Andrzej Majewski – senior okręgu dolnośląskiego
- kazn. Zdzisław Ples,
- kazn. Piotr Samulak,
- kazn. Stanisław Sowa – senior okręgu zachodniopomorskiego,
- kazn. Krzysztof Morozowski – senior okręgu środkowopomorskiego,
- kazn. Tomasz Kosowski – senior okręgu kujawskiego,
- kazn. Piotr Zawadzki – senior okręgu wielkopolskiego,
- kazn. Andrzej Sieja.

### Duchowni młodsi
- kazn. Tytus Gudzowski,
- kazn. Tomasz Roszak.

## Jednostki administracyjne
W skład diecezji zachodniej wchodzą 32 zbory, 12 grup i 14 stacji duszpasterskich zrzeszonych w ramach 5 okręgów:
- Okręg dolnośląski – senior: kazn. Andrzej Majewski
  - Zbory (8): Bolesławiec, Jelenia Góra, Legnica, Lubin, Świdnica, Wałbrzych, Wrocław, Ziębice
  - Grupy (3): Lubań, Lwówek Śląski, Kłodzko
  - Stacje duszpasterskie (5): Kamienna Góra, Nowa Ruda, Oleśnica, Radochów, Zgorzelec

- Okręg kujawski – senior: kazn. Tomasz Kosowski
  - Zbory (6): Bydgoszcz, Chełmno, Grudziądz, Inowrocław, Toruń, Włocławek

- Okręg pomorski – senior: kazn. Jacek Igła
  - Zbory (4): Chojnice, Elbląg, Gdańsk, Gdynia
  - Grupy (3): Kartuzy, Pruszcz Gdański, Sierakowice, Lębork
  - Stacje duszpasterskie (3): Bytonia, Ustka

- Okręg wielkopolski – senior: kazn. Piotr Zawadzki
  - Zbory (8): Gniezno, Gorzów Wielkopolski, Kalisz, Konin, Poznań, Świebodzin, Zielona Góra, Żagań
  - Grupy (2): Leszno, Września
  - Stacje duszpasterskie (1): Jutrosin

- Okręg zachodniopomorski – senior: kazn. Stanisław Sowa
  - Zbory (4): Stargard Szczeciński, Szczecin, Szczecin-Niebuszewo, Świnoujście
  - Grupy (3): Goleniów, Nowogard, Resko
  - Stacje duszpasterskie (4): Chociwel-Ińsko, Kamień Pomorski, Połczyn-Zdrój, Borne Sulinowo
- Okręg środkowopomorski – senior: kazn. Krzysztof Morozowski
  - Zbory (4): Kołobrzeg, Koszalin, Słupsk, Szczecinek
  - Grupy (3): Karlino, Świdwin, Złocieniec-Zatonie